# 苏峰山
苏峰山，古称东山、川陵山，位于福建省漳州市东山岛东部，海拔274米，为东山岛最高的山峰。山上有马帝爷庙、苏峰古寺等景点。
2016年6月17日，苏峰山环岛路建成通车，全长110.6公里。